# Radovan (okręg Dolj)
Radovan – wieś w Rumunii, w okręgu Dolj, w gminie Radovan. W 2011 roku liczyła 1048 mieszkańców.